# Bartal Tamás
Bartal Tamás (Budapest, 1973. július 26. –) magyar politikus, cégvezető, jogász, jelenleg a Nemzeti Útdíjfizetési Szolgáltató Zrt. (NÚSZ Zrt.) vezérigazgatója. Korábban a negyedik Orbán-kormány Miniszterelnöki Kormányirodájának helyettes államtitkára, azt megelőzően a harmadik Orbán-kormány Miniszterelnöksége közigazgatási államtitkárának a Kabinet ügyek koordinációjáért felelős helyettes államtitkára volt.
Közszereplői tevékenysége legfontosabb eredményeinek politikai értelemben a kabinetkormányzás megszervezését, valamint a napi több, mint 1 milliárd forintos költségvetési bevételt generáló elektronikus útdíjszedés elindítását, szakmai szempontból pedig az egységes nemzeti közműszolgáltatás megszervezését és a magyar energiabiztonságot szolgáló egyéb intézkedéseket (földgáztározók nemzeti tulajdonba vételének előkészítése, a közműbekötések díjmentességét biztosító Könnyű Közmű Program, a napelemes áramtermelő rendszerek telepítését megkönnyítő szabályozás kialakítása) tartja.
Elkötelezett híve a kulturált és biztonságos közlekedés propagálásának, több közlekedésbiztonsági program és kampány kezdeményezője, arca volt.

## Családja
Nős, felesége jogász. Közös gyermekeik Eszter (2005) és Dorottya (2007). Születése óta a budapesti XII. kerület lakója, budai polgárnak vallja magát.
Hobbija a tenisz, versenyengedéllyel rendelkező amatőr teniszjátékos.

## Tanulmányai
1979-1987 között a budai Arany János Általános Iskola tanulója volt. 1987-1991 a pesti Madách Imre Gimnázium angol tagozatos osztályában tanult, ahol az összdiákság többségének bizalmát elnyerve egy éven át a tanulók érdekeit képviselte diákvezetőként.
Általános jogászdoktori diplomáját az ELTE Állam- és Jogtudományi Karán szerezte, summa cum laude minősítéssel végzett 1996 februárjában.
Második diplomáját 2002-ben a PPKE-n szerezte, az ingatlanforgalmi szakjogász képzés elvégzését követően.
2012-ben szerezte harmadik diplomáját tőkepiaci és bank szakjogászként az Eötvös Loránd Tudományegyetemen.

## Pályafutása
A jogi diploma megszerzését követően ügyvédjelöltként, majd ügyvédként dolgozott. A klasszikus ügyvédi tevékenység (ingatlanjog, szerződések, gazdasági jog, cégjog) mellett bankügyletekkel, szindikált hitelügyletekkel, pénzügyi és operatív lízinggel foglalkozott, továbbá több pénzügyi vállalkozás, faktorcég alapítását, folyamatos jogi képviseletét látta el. 2010-től a Magyar Fejlesztési Bank igazgatója volt 2014-ben nevezték ki a Miniszterelnökség helyettes államtitkárának.
2014-től szabályozási és kodifikációs kérdésekért, valamint a Magyar Fejlesztési Bank, a Magyar Posta és az Első Nemzeti Közműszolgáltatási Zrt. felügyeletéért felelt.
2016 augusztusában Lázár János Miniszterelnökséget vezető miniszter a kabinetügyek koordinációjáért felelős helyettes államtitkárnak jelölte. Kinevezése kapcsán több újságcikk Lázár János bizalmasának és a kabinetkormányzati munka kapuőrének nevezte. Később a Miniszterelnökség szócsöveként illették.
2018 júniusától decemberig a negyedik Orbán-kormány Miniszterelnöki Kormányirodáján dolgozott helyettes államtitkárként.
2018. július 1-jétől Bártfai-Mager Andrea tárca nélküli miniszter kinevezte a magyar útdíjfizetési rendszert működtető Nemzeti Útdíjfizetési Szolgáltató Zrt. vezérigazgatójának. A NÚSZ-csoport része a nemzetközi kapcsolatokért felelős Toll Service Zrt., melynek felügyelő bizottsági elnöke, továbbá a digitális fizetési megoldásokat működtető Nemzeti Mobilfizetési Zrt.
2019 májusától a Közlekedéstudományi Egyesület elnökségi tagja.
2019 szeptemberétől az SDG (Soli Deo Gloria) Alapítvány kuratóriumának elnöke. Az alapítványt az a Magyar Polgári Együttműködés Egyesület hozta létre, amely a miniszterelnöki évértékelőket szervezi.
Kezdeményezése alapján jött létre a fiatal műszaki értelmiségiek és kutatók csúcselismeréseként alkalmanként 1 millió forintos pénzjutalommal bíró Közlekedési Innovációs Díj, melynek kiosztására első alkalommal 2019 novemberében került sor a Figyelő TOP 200 Gálán.
A szélesebb közönség előtt a Könnyű Közmű Program megalkotójaként vált ismertté. 2017. június 30-án jelentette be a közműbekötések díjmentességére vonatkozó szabályok hatálybalépését. A Könnyű Közmű Programmal jelentős megtakarítások érhetőek el a közműpiacon.
A sajtóban több alkalommal foglalkoztak keresetével.
Állami vezetői pozíciója mellett több tisztséget is betölt. A Nemzeti Útdíjfizetési Szolgáltató Zrt. Igazgatóságának elnöke. Az MFB Invest Zrt. Felügyelő Bizottságának elnöke.
A Jogi Alaplap szerkesztője. Több jogi szakcikk szerzője. Fő kutatási területe a bankjog, azon belül a lízingszerződések.

## Főbb művei
- Porcelánmosoly; szerzői, Budapest, 2014
- Lámpavas és pillangó. Valós események alapján; Aegis Kultúráért és Művészetért Alapítvány, Budapest–Székesfehérvár, 2019
- Bartal Csaba–Bartal Tamás: 365 apropó, amiért jó magyarnak lenni. Felemelő pillanatok a magyar történelemből; Múlt-kor Kulturális Alapítvány, Budapest, 2022